# 기기괴계
《기기괴계》는 일본 비디오 게임 기업 타이토가 출시한 일련의 진행형 슈팅 게임이다. 1986년 아케이드용으로 개발한 《기기괴계》로 시작했으며, 이후 나츠메 아타리가 개발한 《기기괴계: 수수께끼의 검은 망토 (1992)》를 시작으로 서양 지역에서도 출시됐다. 영어 제목은 《포기 & 록키》이다.
신토의 어린 무녀 사요와 그의 타누키 친구 마누케가 주인공으로, 세계를 위협하는 일본 신화의 요괴들과 맞서 싸우는 이야기를 그린다.

## 역사
2007년 경, 일본 개발사 스타피쉬 SD가 플레이스테이션 2로 신작 《기기괴계 2》를 제작중이었으나 타이토가 판권허가를 취소하면서 개발중지됐다. 이후 개발자산을 변조해 《기기괴계》와의 연관을 없앤 작품 《눈소녀 대선풍: 사유키와 코유키의 꽁꽁대소동》을 2007년 Wii로 발매했다.

## 게임
- 《기기괴계》 (1986)
- 《기기괴계: 수수께끼의 검은 망토》 (1992)
- 《기기괴계: 달밤초자》 (1994)
- 《기기괴계 어드밴스》 (2001)
- 《기기괴계: 검은 망토의 수수께끼》 (2022)

## 참조

### 주해
1. ↑  일본어: 奇々怪界
2. ↑  영어: Pocky & Rocky